# Serhiy Shestakov
Serhiy Shestakov (tiếng Ukraina: Сергій Сергійович Шестаков; sinh 12 tháng 4 năm 1990 ở Ladyzhyn, Vinnytsia, Ukraina) là một tiền vệ bóng đá Ukraina thi đấu cho Diósgyőri VTK.

## Sự nghiệp
Anh thi đấu cho the các câu lạc bộ nghiệp dư Ukraina, và sau đó Shestakov trải qua thời gian với các đội bóng thi đấu ở Ukrainian First League. Nhưng vào tháng 7 năm 2015 anh ký hợp đồng với câu lạc bộ Giải bóng đá ngoại hạng Ukraina FC Olimpik Donetsk. Anh ra mắt cho FC Olimpik từ ghế dự bị trước FC Chornomorets Odesa ngày 18 tháng 7 năm 2015 tại Giải bóng đá ngoại hạng Ukraina.